# 猪隈関白記
猪隈関白記（いのくまかんぱくき）は、『大日本古記録』に所収されている鎌倉時代の関白近衛家実の日記。『続御暦』ともいう。鎌倉初期の公家日記として貴重な存在となっている。